# 5-HT3 antagonist
3 antagonisti su klasa lekova koji deluju kao receptorski antagonisti na 5-3 receptoru, podtipu serotoninskog receptora prisutnog u terminalima vagus nerva i pojedinim oblastima mozga. Izuzev alosetrona i cilansetrona, koji se koriste u tretmanu sindroma iritabilnih creva, svi 5-HT3 antagonisti su antiemetici, koji se koriste u prevenciji i tretmanu mučnine i povraćanja. Oni su posebno efektivni u kontroli mučnine i povraćanja uzrokovanih hemoterapijom kancera i smatraju se zlatnim standardom za tu svrhu.
5-3 antagonisti se označavaju sufiksom –setron, i klasifikovani su pod kodom A04AA WHO ATC klasifikacije.

## Istorija
Istorija antagonista 5-3 receptora je počela 1957, kad su naučnici sa univerziteta u Edinburgu predložili postojanje dva podtipa serotoninskog receptora, M i D receptora (koji su tako nazvani zato što se njihova funkcija može blokirati morfinom i dibenzilinom respektivno). Kasnije je utvrđeno da je 5-HT3 zapravo M receptor. Tokom 1970-tih, Džon Fozard je ustanovio da su metoklopramid i kokain slabi antagonisti 5-3 (5-HT-M) receptora. Fozard i Moris Gitos su sintetisali MDL 72222, prvi potentni i selektivni antagonist 5-3 receptora. Utvrđeno je da antiemetičko dejstvo metoklopramida delom potiče od njegovog serotoninskog antagonizma.
Dok je Fozard istraživao kokainske analoge, istraživači preduzeća Sandoz su identifikovali jedinjenje ICS 205-930 kao potentan i selektivan antagonist 5-3 receptora. Počevši od tog liganda su razvijeni prvi klinički značajni, selektivni antagonisti 5-3 receptora, ondansetron i granisetron, koji su odobreni 1991. i 1993, respektivno. Razvoj jedinjenja koja su srodna sa MDL 72222 je doveo do plasiranja na tržište tropisetrona 1994. i dolasetrona 1997. godine. Novi i poboljšani antagonist 5-3 receptora, palonosetron, je odobren 2003. Razvoj selektivnih antagonista 5-3 receptora je doveo do dramatičnog poboljšanja tretmana mučnine i povraćanja. Ondansetron, granisetron, dolasetron i palonosetron su trenutno odobreni u Sjedinjenim Državama, i oni su osnova terapije za kontrolu akutnog povraćanja pri primeni hemoterapijskih agenasa sa umerenim do visokog emetogenog potencijala.

## Literatura
- Pasricha, Pankaj J. (2006). „Treatment of Disorders of Bowel Motility and Water Flux; Antiemetics; Agents Used in Biliary and Pancreatic Disease”.  Ур.: Laurence Brunton; John Lazo; Keith Parker. Goodman & Gilman's The Pharmacological Basis of Therapeutics (11th изд.). New York: McGraw-Hill. ISBN 978-0-07-142280-2.
- Hillier, Keith; Robert J. Naylor (2006). „Drugs and the Gastrointestinal System”.  Ур.: Clive Page; Brian Hoffmann; Michael Curtis; Michael Walker. Integrated Pharmacology (3rd изд.). Mosby. ISBN 978-0-323-04080-8.